# Olof Domey
Olof Domey, född 1726 i Själevads socken, död 13 februari 1796 i Uppsala-Näs socken, var en svensk präst, teolog och riksdagsledamot.
Domey var son till hemmansägaren Olof Joensson i Domsjö, Själevads socken. Han blev 1741 student vid Uppsala universitet och erhöll 1752 det Stieglerska resestipendiet varpå han studerade i Göttingen, där han fick Johann David Michaelis som lärare och tog till sig dennes exegetiska metod och i dogmatiska frågor kom att ansluta sig till Samuel Friedrich Nathanael Morus och Johann Christoph Döderlein. 1754 blev han filosofie doktor i Göttingen och efter sin återkomst till Uppsala docent i arabiska språket där 1758. Efter att främst varit sysselsatt med arabiskan övergick han till teologi, blev teologie kandidat 1760. Då han först sökte platsen som teologie adjunkt hamnade han först på tredje plats, men med stöd av sina partikamrater inom hattpartiet blev han 1765 utsedd till teologie adjunkt.
Domey prästvigdes 1769 och blev 1770 kyrkoherde i Uppsala-Näs församling 1770. 1777 blev han kontraktsprost, 1779 teologie doktor och extraordinarie teologie professor 1787. Domey var även presiderande vid prästmötet i Uppsala 1783, ledamot av bibelkommissionen 1787 och riksdagsman 1789. Han utnämndes 1794 till kyrkoherde i Kumla och Hallsbergs församlingar 1794 med rätt att tillträda 1796 men hann avlida innan tillträdet.
Bland Domeys skrifter märks främst Stricturæ philologicæ (1757) som avhandlade en del svårtolkade former i Ordspråksbokens hebreiska text, där han visar på stor kunskap i språken men gick för långt i sina försök att härleda hebreiska former ur arabiskan. Vid prästmötet 1783 lade han fram avhandlingen De peccato där han anknöt till neologerna.